# Elecciones cantonales de Ginebra de 2023
Las elecciones cantonales de Ginebra tuvieron lugar el 2 y 30 de abril de 2023 para renovar los 100 miembros del Gran Consejo y los 7 miembros del Consejo de Estado del cantón de Ginebra.

## Antecedentes
Las elecciones cantonales de Ginebra de 2023 se celebraron en un contexto político y social particular. Estas elecciones coincidieron con un año excepcional en Suiza, en el que se combinaban elecciones cantonales con las elecciones federales de octubre y noviembre, un fenómeno que ocurre cada veinte años. Para afrontar el riesgo de abstención, especialmente entre la población joven, las autoridades del cantón de Ginebra lanzaron campañas de movilización ciudadana bajo el lema «Laissons l’abstention sans voix» ("Dejemos a la abstención sin voz").
Estas elecciones fueron las primeras desde la dimisión del exconsejero de Estado Pierre Maudet, quien renunció en 2021 tras un escándalo ético vinculado a un viaje a Abu Dabi. En 2023, Maudet regresó al escenario político liderando una nueva formación, Libertés et justice sociale (LJS), lo que modificó sustancialmente el equilibrio político dentro del espectro del centro-derecha ginebrino.

## Sistema electoral
El sistema electoral del cantón se basa en una representación proporcional para el Gran Consejo (legislativo), con una barrera electoral del 7 %, y en un sistema mayoritario a dos vueltas para el Consejo de Estado (ejecutivo). El umbral del 7 % ha sido objeto de críticas por su impacto en la representación de partidos minoritarios, especialmente en la izquierda radical, que acudió dividida a los comicios.

## Resultados

### Gran Consejo
|  | 19.02 % |

|  | 14.65 % |

|  | 12.93 % |

|  | 11.72 % |

|  | 10.69 % |

|  | 8.45 % |

|  | 7.88 % |

|  | 6.62 % |

|  | 3.55 % |

|  | 3.08 % |

|  | 1.09 % |

|  | 0.31 % |

|  | 5.38 % |

|  | 96.03 % |

|  | 3.97 % |

|  | 100.00 % |

|  | 36.15 % |

### Consejo de Estado
|  | 49.27 % |

|  | 61.51 % |

|  | 38.27 % |

|  | 49.96 % |

|  | 35.53 % |

|  | 46.11 % |

|  | 35.18 % |

|  | 50.93 % |

|  | 31.44 % |

|  | 41.02 % |

|  | 31.35 % |

|  | 42.10 % |

|  | 31.32 % |

|  | 41.76 % |

|  | 29.61 % |

|  | 36.58 % |

|  | 27.60 % |

|  | 44.74 % |

|  | 23.68 % |

|  | 23.29 % |

|  | 34.21 % |

|  | 20.93 % |

|  | 17.51 % |

|  | 16.68 % |

|  | 14.75 % |

|  | 12.66 % |

|  | 11.36 % |

|  | 11.20 % |

|  | 9.52 % |

|  | 7.71 % |

|  | 4.95 % |

|  | 4.35 % |

|  | 11.31 % |

|  | 3.34 % |

|  | 9.76 % |

|  | 97.90 % |

|  | 98.89 % |

|  | 2.10 % |

|  | 1.11 % |

|  | 100.00 % |

|  | 100.00 % |

|  | 37.02 % |

|  | 42.05 % |